# NGC 6179
NGC 6179 је галаксија у сазвежђу Херкул која се налази на NGC листи објеката дубоког неба.
Деклинација објекта је + 35° 6' 10" а ректасцензија 16h 30m 46,9s. Привидна величина (магнитуда) објекта NGC 6179 износи 15,3 а фотографска магнитуда 16,3. NGC 6179 је још познат и под ознакама CGCG 196-73, NPM1G +35.0377, PGC 58401.